# 悪城の壁
悪城の壁（あくしろのかべ）は、富山県中新川郡立山町にある岩壁。高さは500mで一枚岩としては日本一の高さとされる崖である。国土地理院地図では悪城壁と記載される。

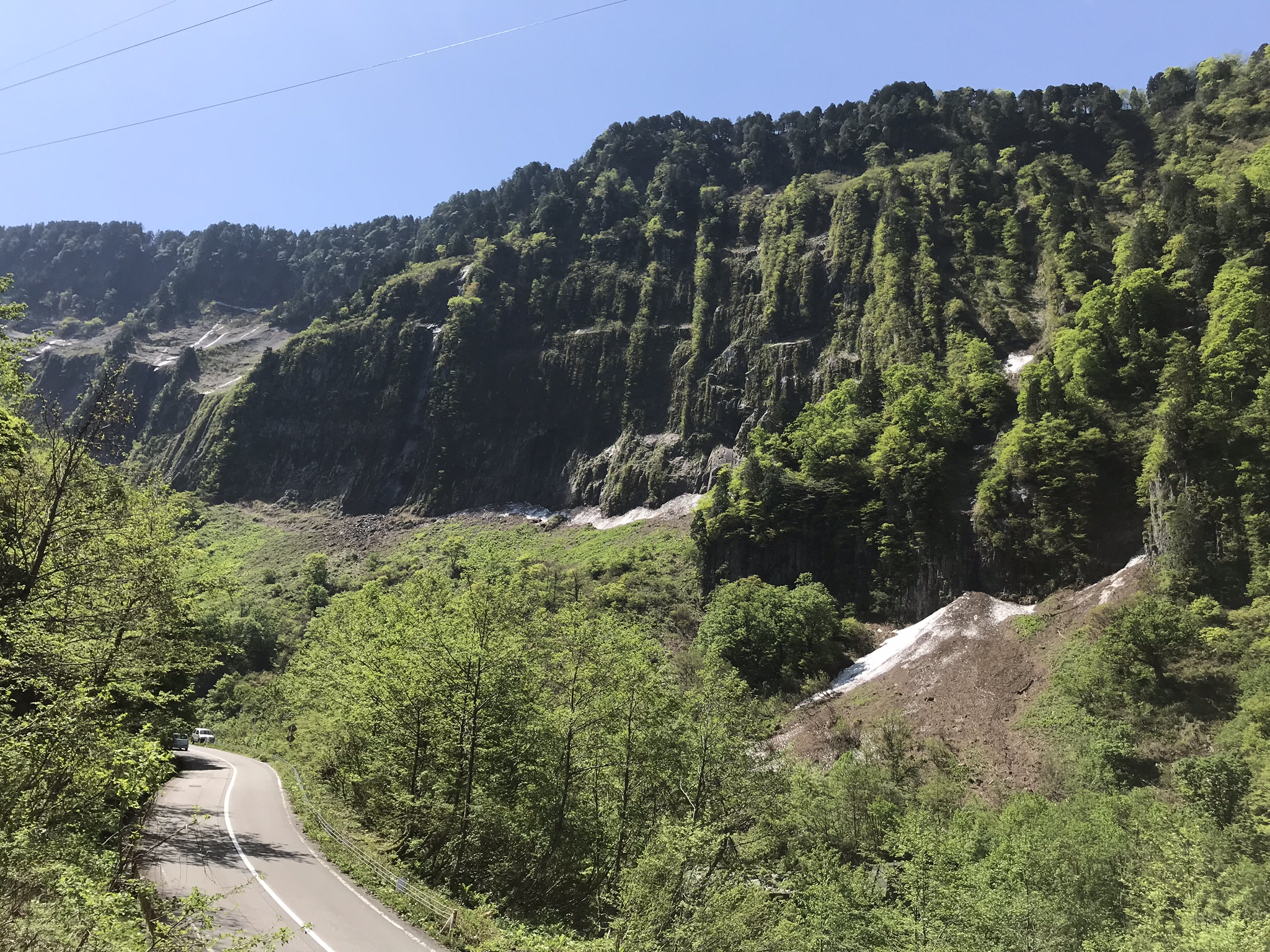
春の悪城の壁

## 概要

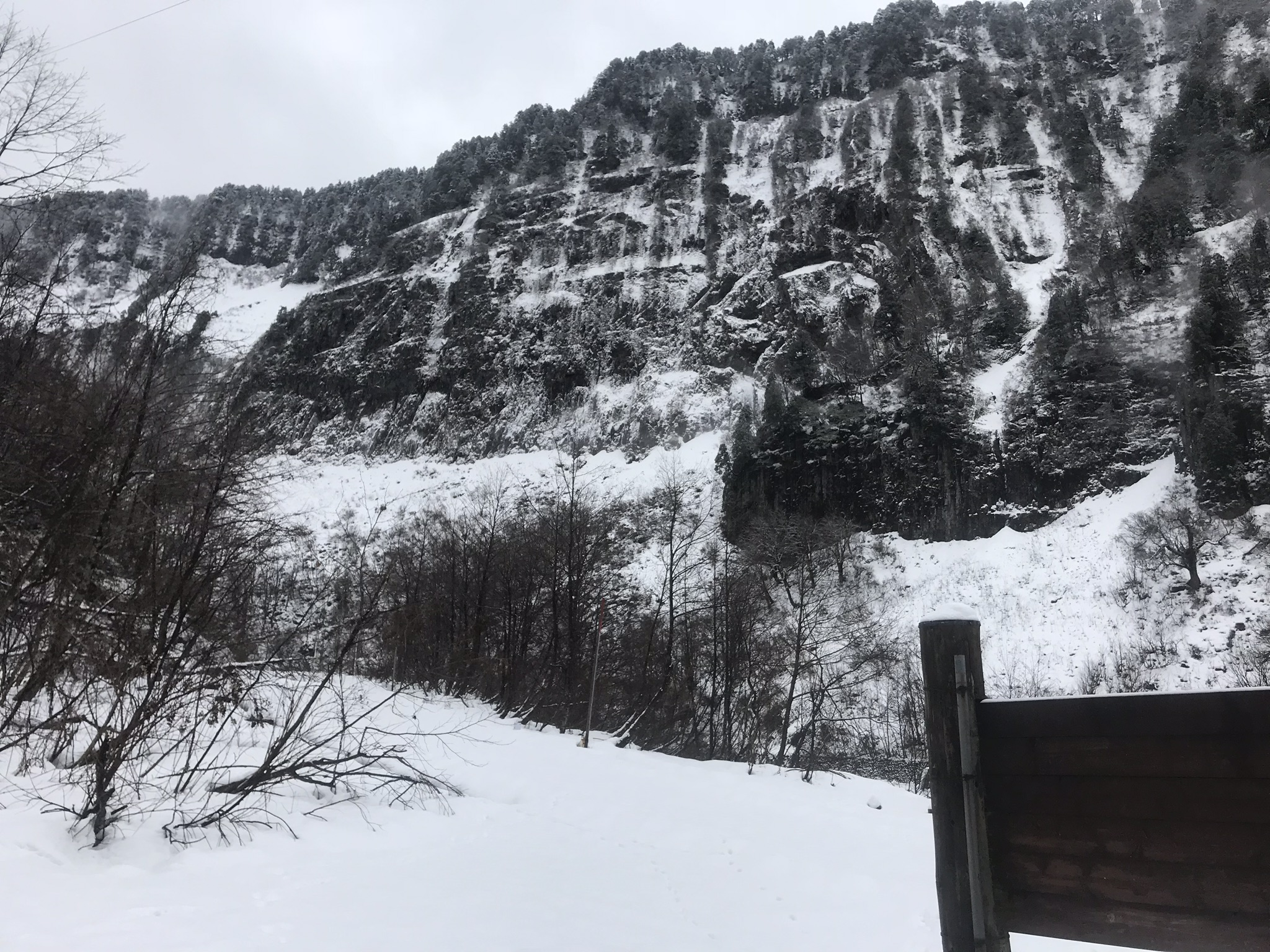
冬の悪城の壁

高さ500m、総延長2kmの大規模な岩壁で、溶結凝灰岩で形成されている。
立山火山の大噴火でできた溶岩の台地が、称名滝（称名川）に深く削られてつくられた断崖で、一枚岩盤では日本一を誇る。また、「悪城の壁」 は岩壁の形が2段になっていることから「悪城の壁の2階」ともいわれている。「悪」とは「恐ろしくて人を引き寄せない」という意味で、その名に相応しく、圧倒的な迫力を持つ。
悪城の壁には下部に大きな凹みが見られるが、これらは硬い岩石が雪崩で削られて出来た雪崩地形で、アバランチシュートと言われる。

## 交通
県道170号の称名滝に向かう道の途中に展望台があり、駐車場も存在する。
道路は冬季閉鎖の為、冬は徒歩で行くことになるが、積雪が大変多いのでかんじきなどを着用した方が良い。